# Нрпендрадеви из Шамбхупуры
Нрпендрадеви или Нрыпатейнтротеви (кхмер. ន្ឫបតីន្ទ្រទេវី) или Нрипатендрадеви  (Nṛpatendradevī) — правительница Ченлы VII века.

## Биография
Принцесса Нрпендрадеви была дочерью царицы Индрани из Шамбхупуры и царя Пушкаракши (также известного как Индралока). Ее отец, вероятно, был сыном царицы Джаядеви и стал соправителем ее матери после заключения брака. Нпатендрадеви унаследовала трон от своей матери вместо своего брата, принца Шамбхувармана (Рудравармана), который женился на своей кузине, — принцессе Нарендрадеви из Ченлы.
Царица Нрпендрадеви вышла замуж за своего двоюродного брата и племянника, — принца Раджендравармана из Ченлы, а её дочь — принцесса Джаендрабхи, — стала наследницей престола.